# ویکوالین
ویکوالین (انگلیسی: Viqualine) یک داروی ضد افسردگی و ضد اضطراب است که هرگز به بازار عرضه نشد. این ماده به‌عنوان یک عامل آزادکننده قوی و انتخابی سروتونین (SRA) و مهارکننده بازجذب سروتونین (SRI) شبیه به پاراکلرآمفتامین (PCA) عمل می‌کند. افزون بر این، ویکوالین دیازپام را از گیرنده گابا A جابجا می‌کند و اثراتی شبیه بنزودیازپین ایجاد می‌کند، که نشان می‌دهد آن یک تعدیل‌کننده آلوستریک مثبت محل بنزودیازپین گیرنده گابا است. این دارو عمدتاً به عنوان یک درمان بالقوه برای الکلیسم مورد بررسی قرار گرفته است.